# Johannes Reuchlin

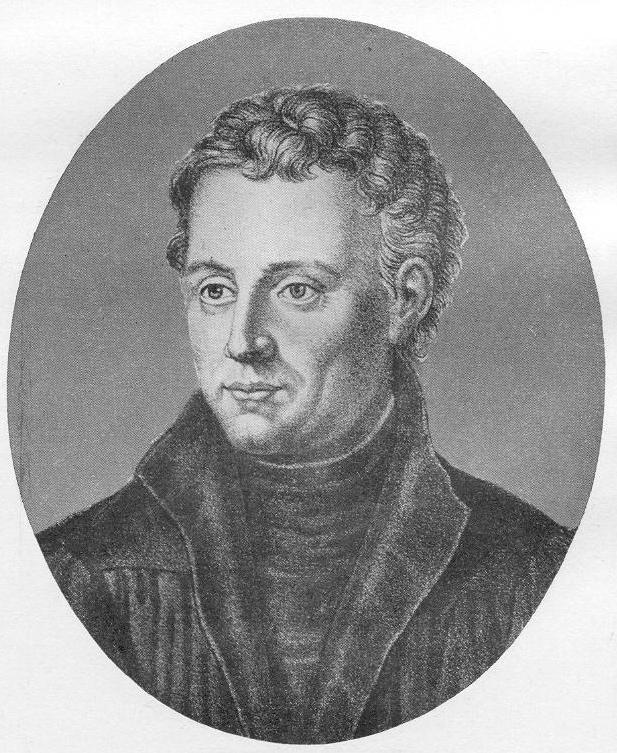
Johann Reuchlin

Johannes Reuchlin, detto anche Johann Reichlin o grecizzato in Kapnion, Capnio, in italiano anche Giovanni Roiclinio (Pforzheim, 22 febbraio 1455 – Stoccarda, 30 giugno 1522), è stato un filosofo, umanista e teologo tedesco.

## Biografia

### I primi anni e gli studi
Reuchlin nacque a Pforzheim, figlio dell'amministratore di un monastero. Rimase sempre legato alla propria città natale: tenne a essere chiamato Phorcensis e nella sua opera De verbo attribuì la propria inclinazione per la letteratura al fatto di provenire da Pforzheim.
A 15 anni, nel 1470, si iscrisse — dopo avere frequentato la scuola di latino e di base nel monastero domenicano di St. Stephan a Pforzheim — all'Università di Friburgo in Brisgovia, dove studiò grammatica, filosofia e retorica, anche se pare che la formazione accademica gli abbia dato ben poco. La sua carriera di studioso sarebbe dipesa da ben altre circostanze.
Una bella voce gli permise, infatti, di ottenere un posto alla corte di Carlo I, Margravio del Baden, dove quasi subito, grazie alla sua reputazione di latinista, fu scelto per accompagnare Federico, il terzo figlio del margravio all'Università di Parigi. Federico, che era di tre anni più giovane di Reuchlin, era destinato alla carriera ecclesiastica. Il loro rapporto non sarebbe durato a lungo, ma determinò il resto della vita di Reuchlin.
In Francia Reuchlin iniziò in effetti a studiare la lingua greca che era insegnata a Parigi soltanto dal 1470. Egli si avvicinò a un dotto, Jean Heynlin, con il quale si iscrisse nel 1474 alla neofondata Università di Basilea.

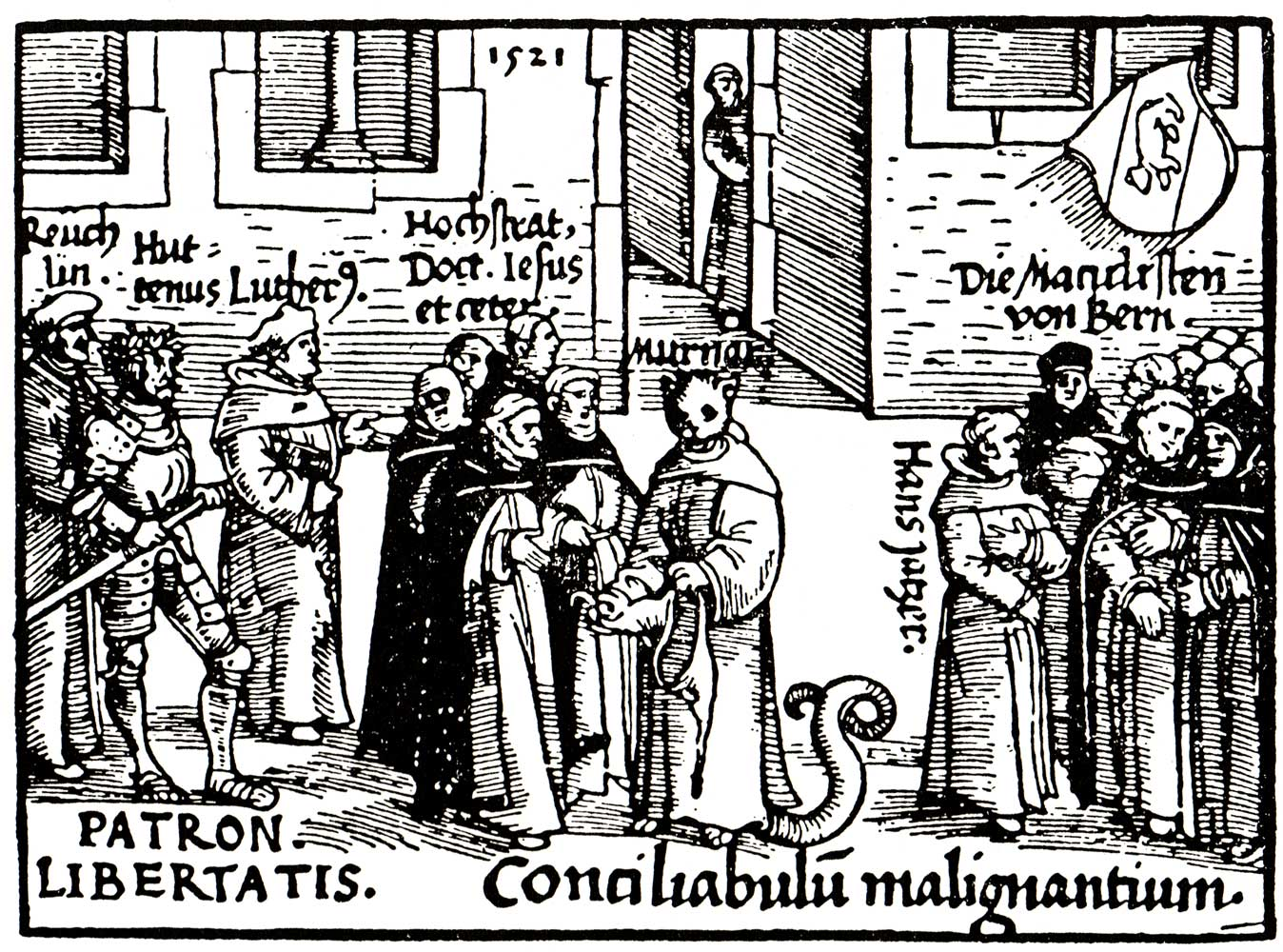
Johannes Reuchlin fra le personalità più rilevanti della sua epoca, incisione su legno, Strasburgo 1521

### L'attività accademica
Con la conclusione nel 1477 della Magister artium all'Università di Basilea, Reuchlin iniziò la propria attività accademica insegnando il latino, oltretutto in una versione più classica rispetto a quella più diffusa nelle scuole tedesche. Egli spiegava inoltre Aristotele in greco, idioma che egli continuava nel contempo a studiare sotto la guida di Andronicus Contoblacas. Fece inoltre conoscenza con il libraio Johann Amorbach, per il quale preparò un lessico latino (Vocabularius Breviloquus) edito negli anni 1475-76, che sarà ripubblicato più volte. Ancora in una lettera del febbraio 1518 al cardinale Adriano Castellesi, in cui avrebbe descritto questi suoi primi anni di attività, Reuchlin confermerà di avere sempre voluto essere — ed essersi sempre considerato — soltanto un insegnante.
Presto però Reuchlin lasciò Basilea e si recò con George Hieronymus a Parigi per approfondire le proprie conoscenze di greco. Egli decise, inoltre, di studiare Legge prima a Orléans e poi a Poitiers, dove nel luglio 1481 si laureò ed ottenne la licenza in giurisprudenza.

### Il viaggio in Italia
Da Poitiers Reuchlin si recò nel dicembre 1481 a Tubinga con l'intenzione di insegnare presso la locale Università, ma alcuni suoi amici lo raccomandarono al conte Eberhard von Württemberg, il quale stava per intraprendere un viaggio in Italia e necessitava di un interprete. Reuchlin fu assunto per tale incarico e nel febbraio 1482 lasciò Stoccarda per Firenze e Roma. Il viaggio durò soltanto alcuni mesi, fino all'aprile 1482, ma le possibilità di studio, considerati anche gli incontri a Roma e Firenze (soprattutto quelli presso l'Accademia medicea) con le maggiori personalità del Rinascimento, fra le quali Angelo Poliziano, ebbero un influsso decisivo sulla formazione di Reuchlin. A Roma dovette persino trattare con papa Sisto IV sulla continuazione dell'attività e sull'organizzazione dell'Università di Tubinga, fondata nel 1477 da Eberhard.

### La maturità
In ogni caso Reuchlin rimase legato al conte Eberhard anche dopo il loro ritorno in Germania, ricevendo un importante incarico di corte, quale consigliere e oratore. Sembra che in questo periodo Reuchlin si sia sposato, ben poco è tuttavia noto della moglie, né egli lasciò figli. In tarda età fu però per lui come un figlio Filippo Melantone, nipote di sua sorella, finché l'adesione di Melantone alla Riforma non li divise.
Reuchlin dovrà peraltro più volte lasciare Tubinga a causa della guerra. Egli non smetterà mai l'attività didattica, insegnando lingua greca  ed ebraica a Ingolstadt. Tornerà definitivamente a Tubinga un anno prima della sua morte.

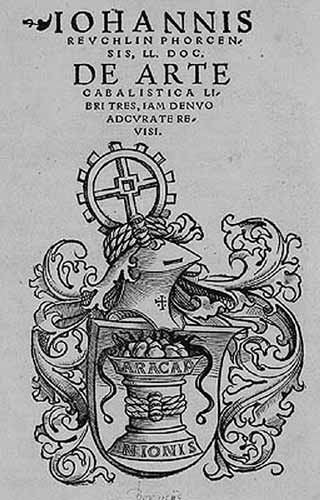
De arte cabbalistica, Hagenau 1530, pagina dei titoli con lo stemma di Reuchlin

Nel 1484 Reuchlin fu promosso doctor legum. 
Nel 1490 Reuchlin venne di nuovo in Italia, dove conobbe Pico della Mirandola, della cui dottrina cabalistica egli divenne in seguito il principale erede, nonché il segretario del papa Jakob Questenberg. Nel 1492 Reuchlin si prestò per un'ambasciata presso l'imperatore Federico III - che gli concederà un titolo nobiliare - a Linz. Qui Reuchlin iniziò a studiare la lingua ebraica con il medico dell'imperatore Jakob ben Jehiel Loans, il quale diede a Reuchlin un'istruzione di base che egli avrebbe poi approfondito - tanto da divenire il primo ebraista tedesco - in occasione della terza visita a Roma nel 1498 sotto la guida di Obadja Sforno, originario di Cesena. In Italia avrebbe avuto pure la possibilità di acquistare una serie di opere greche e latine e conosce Aldo Manuzio. Nel frattempo la sua fama si era grandemente accresciuta soprattutto grazie alla pubblicazione, nel 1494, del  De Verbo Mirifico.

### L'"esilio" da Stoccarda
Nel 1496 morì Eberhard di Württemberg e gli avversari di Reuchlin ottennero il favore del successore del duca. L'uccisione di Hans von Hutten a opera di Ulrich von Württemberg lo costrinse a lasciare Stoccarda. Reuchlin fu dunque felice di accogliere l'invito di Johann von Dalberg (1445-1503), erudito vescovo di Worms e cancelliere del Principe elettore Filippo, a recarsi a Heidelberg. In questa corte rinascimentale il compito affidato a Reuchlin fu quello — oltre a seguire gli studi dei figli di Filippo — di tradurre i testi greci,  sebbene Reuchlin non abbia mai ottenuto una cattedra di lingua greca o ebraica, egli fu sempre al centro degli studi di greco e di ebraico in Germania. A Heidelberg Reuchlin seguiva molti allievi privati, fra i quali il più conosciuto divenne Franz von Sickingen. Egli si avvaleva, dunque, per le proprie traduzioni della collaborazione di giovani studenti, ai quali mise a disposizione un proprio manoscritto e alcuni piccoli tomi, ma non pubblicò mai una vera e propria grammatica greca. Difese fra l'altro, in contrasto con Erasmo da Rotterdam, la pronuncia moderna del greco che aveva appreso dai suoi insegnanti e che propugnò nel 1519 nell'opera Dialogus De recta Latini Graecique sermonis pronuntiatione.
Filippo lo inviò inoltre a Roma nel già ricordato viaggio del 1498.
Reuchlin ebbe all'epoca molti contrasti con i monaci, in particolare con l'agostiniano Conrad Holzinger, del quale si fece beffe nella sua prima commedia latina Sergius, una satira sui monaci indegni e sulle false reliquie.

### Gli studi ebraici e l'avvocatura
Per anni Reuchlin fu assorbito dagli studi di ebraistica, i quali non avevano per lui soltanto un interesse filologico. Egli era interessato alla riforma della predicazione, come scrisse nel De arte predicandi (1503), un testo che divenne un vero e proprio manuale di predicazione. Egli sperava anzitutto che si conoscesse meglio la Bibbia, rifiutandosi, fra l'altro, di considerare come unica fonte la Vulgata.
Per Reuchlin la chiave all'Hebraea veritas fu rappresentata dalla tradizione grammaticale ed esegetica medievale rabbinica, specialmente quella di David Kimhi, e quando la padroneggiò egli volle metterla a disposizione anche degli altri. Nel 1506 apparve De rudimentis hebraicis; si trattava di un'edizione costosa che quindi fu poco venduta.
Una difficoltà era rappresentata dalle guerre in Italia che bloccavano l'afflusso di bibbie ebraiche in Germania. Nel 1512 Reuchlin pubblicò i salmi penitenziali con spiegazioni grammaticali. Ma gli studi lo avevano avvicinato ai sistemi mistici e mitologici dell'antichità e da questi alla cabala: seguendo Pico della Mirandola, riteneva di trovare nella cabala una profonda teosofia che poteva essere di grande utilità per la difesa della cristianità e la riconciliazione di fede e ragione; si trattava peraltro di una tesi comune all'epoca. Reuchlin espose le sue idee in merito nel De verbo mirifico, e infine nel De arte cabbalistica (1516).
Il macellaio Johannes Pfefferkorn (1469-1521), convertito dal giudaismo, persecutore di ebrei, pubblicò nel 1505, quale uomo di paglia dei domenicani di Colonia, diversi scritti antigiudaici e ottenne inoltre nel 1509 un mandato dall'Imperatore Massimiliano I per potere sequestrare tutti gli scritti ebraici al fine di bruciarli: riteneva che togliere agli ebrei i loro libri sarebbe stato il metodo migliore per ottenerne la conversione.
Al riguardo Pfefferkorn si recò presso Reuchlin per ottenere da questi un parere giuridico su come dare esecuzione al mandato imperiale. Reuchlin cercò di temporeggiare invocando la mancanza nel mandato di una serie di formalità.
Tuttavia si scatenò una vera controversia sulla proibizione dei libri ebraici fra Pfefferkorn da un lato e Reuchlin e altri umanisti, che si opponevano a un divieto generalizzato, dall'altro.
Nel 1510 l'imperatore inserì Reuchlin in un gruppo di esperti incaricati di dare la propria opinione sul tema della soppressione dei libri ebraici. Nella sua risposta, Reuchlin suggerì — non considerata ovviamente la Bibbia — di suddividere i libri in sei classi. Mediante tali classi mostrò che i libri che erano irrispettosi del cristianesimo erano molto pochi e in genere ritenuti privi di valore dagli ebrei medesimi, mentre gli altri scritti erano opere o necessarie al culto ebraico, il quale era tollerato sia in base al diritto imperiale che a quello canonico, oppure contenevano materiale di valore e di interesse per gli studi, materiale che non doveva essere sacrificato per il solo motivo di una fede diversa da quella cristiana.
Reuchlin propose infine all'Imperatore di istituire per dieci anni due cattedre di ebraico in ogni università tedesca, per le quali gli ebrei avrebbero dovuto fornire i libri necessari.

### Gli ultimi anni
Al ritorno dal terzo viaggio in Italia apprese che la situazione a Stoccarda era mutata e che egli poteva dunque ritornare in quella città, dove aveva continuato a vivere sua moglie.
Attorno al 1500 ottenne un prestigioso incarico giudiziario nella lega sveva, che mantenne fino a quando nel 1512 si ritirò a vita privata, in una sua proprietà presso Stoccarda.

Nel 1520, impoverito, fuggì dalla guerra e dalla peste a Ingolstadt, dove fu nominato da Johannes Gussubelius primo professore di lingua greca ed ebraica. 
Reuchlin tornò a Tubinga nel 1521: erano gli anni della Riforma, che però Reuchlin rifiutò. Egli, anzi, viveva già come confratello in un ordine agostiniano a Tubinga e, in seguito, si fece ordinare sacerdote.

## Gli scritti e l'attività di Reuchlin
Insieme a Erasmo da Rotterdam, Reuchlin è considerato l'umanista tedesco per eccellenza. Egli, influenzato dal suo vecchio collega olandese Rudolf Agricola, divenne il rappresentante tedesco del platonismo e del Rinascimento. Reuchlin scoprì la mistica e la teologia nella cabala e presso i Caldei — come egli stesso scrisse nel De verbo mirifico del 1494 e nel De arte cabbalistica del 1516 — oltre che attraverso lo studio di Zaratustra e Pitagora.
Come poeta in lingua latina Reuchlin passò dal dialogo al dramma e può essere considerato il fondatore della scuola drammatica tedesca. A Heidelberg scrisse negli anni 1496-1497 Satire Sergius e Scaenica Progymnasmata (Henno); quest'ultima sarà rielaborata da Hans Sachs come rappresentazione carnevalesca. Reuchlin attinse molto a tematiche della Commedia dell'arte.
Le sue traduzioni, edizioni e sollecitazioni favorirono la conoscenza della lingua greca. Inoltre grazie al suo studio della lingua ebraica — eccezionale per l'epoca — aprì la possibilità di uno studio scientifico e filologico del Vecchio Testamento. In tale ambito il suo libro De rudimentis hebraicis divenne il manuale usuale per lo studio dell'ebraico.